# C2B
C2B (ang. consumer to business) – kategoria e-commerce, najmniej rozpowszechniony sektor, część firm analitycznych, zajmujących się handlem internetowym, nie wyróżnia nawet C2B jako odrębnego sektora w rozumieniu takim, w jakim dyskutuje się o B2B, B2C oraz C2C, traktując go jedynie jako odmianę sektora B2C.
Istota C2B polega na umieszczaniu przez klientów w specjalnych serwisach ofert zakupu, na które odpowiadają producenci. Za przykład może tu posłużyć klient mający niewykorzystany bilet lotniczy. Składa on ofertę ceny za ten bilet, natomiast firma decyduje, co zrobić z tą ofertą. Czy ją przyjąć, czy też odrzucić. Ten model biznesowy, jest całkowitym odwróceniem tradycyjnego modelu transakcyjnego. Pojawienie się systemu C2B jest związane ze znaczącymi zmianami technologicznymi: umożliwienie tego modelu nastąpiło poprzez łączenie ogromnych rzeszy ludzi w dwukierunkową sieć (internet); tradycyjne media umożliwiają jednokierunkowe relacje, podczas gdy internet umożliwia relacje dwustronne zmniejszenie kosztów technologicznych: konsumenci indywidualni mają obecnie dostęp do technologii, które dotychczas były dostępne wyłącznie dla dużych firm (druk cyfrowy i internetowe technologie zakupu, wysokowydajnościowy sprzęt komputerowy, oprogramowanie o dużych możliwościach). Prościej można powiedzieć, że to nic innego jak zawieranie transakcji handlowych, prowadzonych za pośrednictwem Internetu z wykorzystaniem rozwiązań teleinformatycznych.